# غدیر السبتی

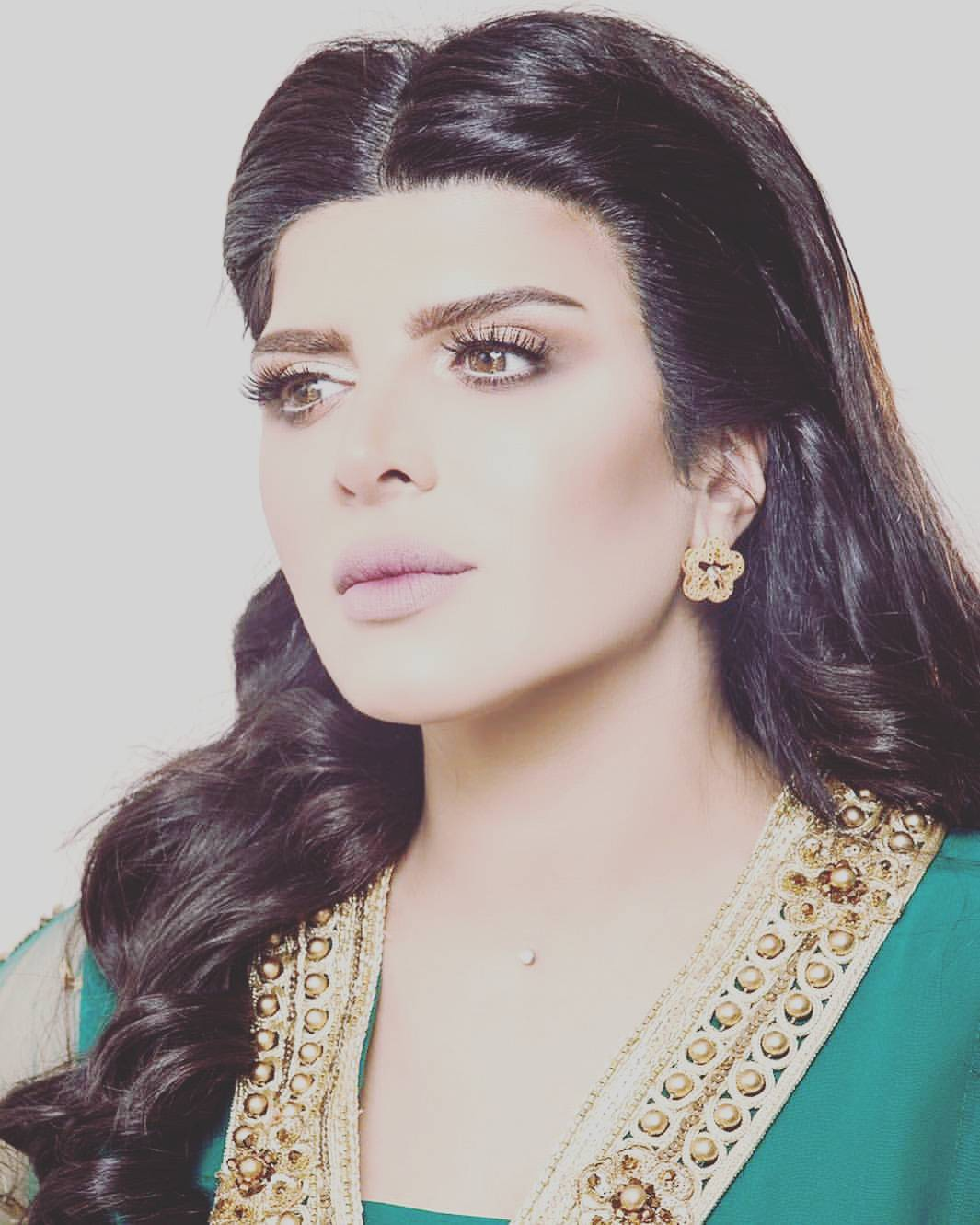

غدیر السبطی (زاده ۱۶ دسامبر۱۹۷۳)، بازیگر کویتی است. او عضو هیئت علمی مؤسسه عالی هنرهای دراماتیک و استاد بازیگری و کارگردانی است. او برای تحصیل به اسپانیا نقل مکان کرد، به یادگیری گریم پرداخت. او فعالیت هنری خود را به عنوان بازیگر در سال ۲۰۱۴ و به‌طور اتفاقی پس از آشنایی با کارگردان محمد دحم الشمری آغاز کرد که او را نامزد بازی در سریال ثریا با هنرمندی سواد عبدالله کرد.